# Volo Far Eastern Air Transport 103
Il volo Far Eastern Air Transport 103 era un volo passeggeri di linea dall'aeroporto di Songshan all'aeroporto Internazionale di Kaohsiung, in Taiwan. Il 22 agosto 1981, un Boeing 737-222 operante la tratta si disintegrò a mezz'aria e precipitò nella zona di Sanyi, contea di Miaoli. Viene anche chiamato "disastro aereo di Sanyi". L'incidente è il secondo peggior disastro aereo sul suolo di Taiwan per numero di vittime, dietro il volo China Airlines 676.

## L'aereo
Il velivolo coinvolto era un Boeing 737-200, marche B-2603, numero di serie 19939, numero di linea 151. Volò per la prima volta il 30 aprile 1969, venne consegnato a United Airlines pochi giorni dopo, il 5 maggio, e ceduto a Far Eastern Air Transport nell'aprile del 1976. Era spinto da 2 motori turboventola Pratt & Whitney JT8D. Al momento dell'incidente, l'aereo aveva circa 12 anni.

## L'incidente
Il velivolo aveva precedentemente perso pressione in cabina il 5 agosto, e anche il giorno prima dell'incidente era avvenuto lo stesso problema. Dopo le riparazioni, l'aereo partì di nuovo dall'aeroporto di Songshan diretto verso l'aeroporto Internazionale di Kaohsiung. 14 minuti dopo il decollo, il Boeing 737-200 subì una decompressione esplosiva e si disintegrò. I detriti caddero in un'area di 6 chilometri situata a circa 151 chilometri a Sud di Taipei. Il muso precipitò a Sanyi, Contea di Miaoli. Altri detriti finirono nel distretto di Yuanli, nel distretto di Tongluo e nel distretto di Tongxiao. Persero la vita tutti i 110 passeggeri e membri dell'equipaggio. Dopo l'incidente, poiché la zona era montuosa e l'accesso con i veicoli era difficoltoso, i resti delle vittime furono trasportati in treno dalla stazione ferroviaria di Shengxing.

## Le indagini
Sebbene si ipotizzasse in anticipo che l'incidente fosse stato causato da un ordigno esplosivo, un'indagine del consiglio aeronautico civile della Repubblica di Cina concluse che una grave corrosione aveva causato una rottura della fusoliera pressurizzata. La grave corrosione era dovuta ai numerosi cicli di pressurizzazione che l'aeromobile aveva effettuato e che le crepe non erano state probabilmente rilevate.

## Conseguenze
Dopo l'incidente, Far Eastern Air Transport ritirò i numeri di volo 103 e 104; sebbene ripresi qualche tempo dopo, nel settembre 2007 la compagnia aerea interruppe nuovamente il loro utilizzo a causa della diminuzione dei voli dovuta all'impatto del traffico ferroviario ad alta velocità.